# Brooks
Brooks este un oraș în sud-estul Alberta, Canada. Este amplasat pe Autostrada 1 (Trans-Canada Highway) și pe calea ferată Canadian-Pacifică, la aproximativ 186 km sud-est de Calgary, și la 110 km nord-est de Medicine Hat. Înălțimea la care se află orașul este de 760 m (2 490 ft).